# Олесь Сологуб
Олесь Сологуб (біл. Алесь Салагуб, інші псевдоніми Левон Відрадженець, Левон Чечітка, 18 жовтня 1906 — 17 травня 1934) — білоруський поет, публіцист.

## Біографія
Народився у селі Зарудичі Сморгонського району у селянській сім'ї. У 1922–1927 роках навчався у Вільнюській білоруській гімназії, брав участь у русі Громади, Товариства білоруської школи. Запроторений польською владою до в'язниці у 1924 та 1927–1928 роках.
У 1928 році перейшов у БРСР. Закінчив БДУ у 1931 році. Навчався в аспірантурі Інституту літератури та мистецтва Білоруської академії наук.
На третьому році навчання 10 серпня 1933 року був арештований радянською владою у справі Білоруського національного центру та невдовзі, 17 травня 1934 року, був розстріляний.

## Творчість
Друкувався як публіцист з 1920 року, як поет — з 1925 року. Видав збірку поезії «Лукішки» (1929). У Мінську виступав зі статтями про літературний рух у Західній Білорусі. Пережите у польській в'язниці відтворив у «Лукіському щоденнику» (уривки опубліковані у «Полум'ї» в 1961 році). Автор оповідань, п'єси «Весілля» (в рукописах).
1. 1 2 3  Чеська національна авторитетна база даних